# Ramon Mas Baucells
Ramon Mas Baucells (Sant Julià de Vilatorta, 1982) és un escriptor, músic i editor català. És cofundador de la revista i l'editorial Males Herbes.
Llicenciat en filosofia, com a escriptor ha publicat les novel·les Els murs invisibles (L'altra editorial, 2024), L'endemà de la teràpia (Edicions de 1984, 2020), Estigmes (Edicions de 1984, 2019), Afores (Edicions de 1984, 2017),Crònica d'un delicte menor (L'Albí, 2012) i Mentre el món explota –signat amb el pseudònim de Roderic Mestres. També ha publicat el llibre de poemes Òsties (AdiA edicions, 2017), l'assaig Inventari d'afinitats (Edicions del Periscopi, 2023), on proposa tres itineraris per la literatura catalana menys coneguda, i la novel·la juvenil L'última nit abans de perdre'ns (L'altra Tribu, 2025), a més d'un grapat de contes i articles escampats entre fanzins, revistes i antologies. Va impartir el seminari «Clàssics fora del cànon» (sobre literatura catalana no-realista) a l'Escola Bloom, i ha fet la selecció i el pròleg dels llibres Savis, bojos i difunts (El conte decadentista a Catalunya entre el 1895 i el 1930)i Bromistes, Tramposos i mentiders (Antologia del realisme màgic català 1923-1945). També canta amb els grups de punk Daltabaix, FP i Matagalls. Té dos fills.

## Obra publicada
- Crònica d'un delicte menor (L'Albí, 2012)
- Afores (Edicions de 1984, 2017)
- Estigmes (Edicions de 1984, 2019)
- L'endemà de la teràpia (Edicions de 1984, 2020)[6]
- Inventari d’afinitats (Edicions del Periscopi, 2023)[7]
- Els murs invisibles (L'altra editorial, 2024)[8]